# Silvano Raganini
Silvano Raganini (ur. 10 grudnia 1943) – sanmaryński strzelec, olimpijczyk. 
Brał udział w igrzyskach olimpijskich w latach 1972 (Monachium) i 1976 (Montreal). Na obu igrzyskach startował tylko w trapie, w którym zajmował odpowiednio: 24. i 29. miejsce ex aequo z Meksykaninem Justo Fernándezem.

## Wyniki olimpijskie
| Igrzyska | Konkurencja | Wynik       | Miejsce     | Źródło |
| -------- | ----------- | ----------- | ----------- | ------ |
| IO 1972  | Trap        | 186 punktów | 24 (na 57)  | [ 1 ]  |
| IO 1976  | Trap        | 168 punktów | 29T (na 44) | [ 2 ]  |